# مواهب علیه
مواهب علّیه تفسیر کامل ولی مختصری از قرآن به قلم حسین واعظ کاشفی است. کاشفی در مقدمهٔ مواهب علیه می‌نویسد که چون فرصت نیافت چهار جلد جواهر التفسیر را به اتمام برساند، تصمیم گرفت تفسیر مختصری از همهٔ قرآن را از نو تألیف کند.
این تفسیر از زمان نگارش در قرن دهم هجری قمری با استقبال گسترده مواجه شد و به گفتهٔ جواد عباسی، مصحح جواهر التفسیر، شاید از هیچ تفسیری به اندازهٔ مواهب علیه نسخه‌برداری نشده باشد. حتی پس از ظهور فرایند چاپ نیز بارها به شکل سنگی و حروفی تجدید چاپ شد. چارلز امبروز استوری از  معرفی همهٔ نسخه‌های خطی این کتاب اظهار عجز کرده و در فهرست مشترک نسخه‌های خطی فارسی پاکستان از احمد منزوی ۲۶۶ نسخه از مواهب علیه ذکر شده‌است.
این کتاب به زبان‌های ترکی، اردو، و پشتو نیز ترجمه شده‌است. کاشفی این اثر را با نثری روان و ساده نوشته و مطالب فراوانی را در حجمی نسبتاً اندک گنجانده‌است.
مواهب علیه را  محمدرضا جلالی نائینی در سال ۱۳۱۷ شمسی تصحیح و منتشر کرد.